# Ladies Open Lausanne 2021 - Doppio
Anastasija Potapova e Jana Sizikova erano le campionesse in carica, ma hanno deciso di non partecipare in questa edizione.
In finale Susan Bandecchi / Simona Waltert hanno sconfitto Ulrikke Eikeri / Valentini Grammatikopoulou con il punteggio di 6-3, 6(3)–7, [10-5].

## Teste di serie
1. Anna Blinkova /  Anna-Lena Friedsam (ritirate)
2. Jil Teichmann /  Tamara Zidanšek (primo turno, ritirate)

1. Eri Hozumi /  Zhang Shuai (semifinale)
2. Katarzyna Piter /  Arantxa Rus (primo turno, ritirate)

## Wildcard
1. Susan Bandecchi /  Simona Waltert (campionesse)

1. Carole Monnet /  Gabriella Price (primo turno)

## Tabellone

### Legenda
| - Q = Qualificato - WC = Wild card - LL = Lucky loser | - ALT = Alternate - SE = Special Exempt - PR = Protected Ranking | - w/o = Walkover - r = Ritirato - d = Squalificato |

|  | Primo turno | Primo turno                 | Primo turno                 | Primo turno              | Primo turno |  |  | Quarti di finale            | Quarti di finale            | Quarti di finale         | Quarti di finale            | Quarti di finale            |    |   | Semifinali | Semifinali                     | Semifinali            | Semifinali                                | Semifinali |   |     | Finale | Finale | Finale | Finale | Finale |  |
|  |             |                             |                             |                          |             |  |  |                             |                             |                          |                             |                             |    |   |            |                                |                       |                                           |            |   |     |        |        |        |        |        |  |
|  | Alt         | E Bogdan A Dulgheru         | E Bogdan A Dulgheru         | 6                        | r           |  |  |                             |                             |                          |                             |                             |    |   |            |                                |                       |                                           |            |   |     |        |        |        |        |        |  |
|  | WC          | S Bandecchi S Waltert       | S Bandecchi S Waltert       | 3                        |             |  |  | WC                          | S Bandecchi S Waltert       | S Bandecchi S Waltert    | 7                           | 6                           |    |   |            |                                |                       |                                           |            |   |     |        |        |        |        |        |  |
|  |             | V Ivachnenko J Malečková    | V Ivachnenko J Malečková    | 6                        | 6           |  |  |                             | V Ivachnenko J Malečková    | V Ivachnenko J Malečková | 64                          | 3                           |    |   |            |                                |                       |                                           |            |   |     |        |        |        |        |        |  |
|  | WC          | C Monnet G Price            | C Monnet G Price            | 2                        | 4           |  |  |                             |                             |                          |                             |                             |    |   | WC         | S Bandecchi S Waltert          | S Bandecchi S Waltert | 7                                         | 6          |   |     |        |        |        |        |        |  |
|  | 4           | K Piter A Rus               | K Piter A Rus               | K Piter A Rus            |             |  |  |                             |                             |                          | E Routliffe K Zimmermann    | E Routliffe K Zimmermann    | 64 | 3 |            |                                |                       |                                           |            |   |     |        |        |        |        |        |  |
|  |             | E Routliffe K Zimmermann    | E Routliffe K Zimmermann    | E Routliffe K Zimmermann | w/o         |  |  | E Routliffe K Zimmermann    | E Routliffe K Zimmermann    | 6                        | 4                           | [10]                        |    |   |            |                                |                       |                                           |            |   |     |        |        |        |        |        |  |
|  |             | A Panova J Wachaczyk        | A Panova J Wachaczyk        | A Panova J Wachaczyk     | w/o         |  |  | A Panova J Wachaczyk        | A Panova J Wachaczyk        | 2                        | 6                           | [6]                         |    |   |            |                                |                       |                                           |            |   |     |        |        |        |        |        |  |
|  |             | F Di Lorenzo A Sharma       | F Di Lorenzo A Sharma       | F Di Lorenzo A Sharma    |             |  |  |                             |                             |                          |                             |                             |    |   | WC         | Susan Bandecchi Simona Waltert | 6                     | 63                                        | [10]       |   |     |        |        |        |        |        |  |
|  |             | B Gumulya Y-c Hsieh         | B Gumulya Y-c Hsieh         | 3                        | 1           |  |  |                             |                             |                          |                             |                             |    |   |            |                                |                       | Ulrikke Eikeri Valentini Grammatikopoulou | 3          | 7 | [5] |        |        |        |        |        |  |
|  |             | A Fomina M Mel'nikova       | A Fomina M Mel'nikova       | 6                        | 6           |  |  |                             | A Fomina M Mel'nikova       | A Fomina M Mel'nikova    | 3                           | 4                           |    |   |            |                                |                       |                                           |            |   |     |        |        |        |        |        |  |
|  |             | M Minella S Vögele          | M Minella S Vögele          | 63                       | r           |  |  | 3                           | E Hozumi S Zhang            | E Hozumi S Zhang         | 6                           | 6                           |    |   |            |                                |                       |                                           |            |   |     |        |        |        |        |        |  |
|  | 3           | E Hozumi S Zhang            | E Hozumi S Zhang            | 7                        |             |  |  |                             |                             |                          |                             |                             |    |   | 3          | E Hozumi S Zhang               | E Hozumi S Zhang      | 63                                        | 2          |   |     |        |        |        |        |        |  |
|  |             | U Eikeri V Grammatikopoulou | U Eikeri V Grammatikopoulou | 6                        | 6           |  |  |                             |                             |                          | U Eikeri V Grammatikopoulou | U Eikeri V Grammatikopoulou | 7  | 6 |            |                                |                       |                                           |            |   |     |        |        |        |        |        |  |
|  |             | E Lechemia I Neel           | E Lechemia I Neel           | 4                        | 0           |  |  | U Eikeri V Grammatikopoulou | U Eikeri V Grammatikopoulou | 6                        | 4                           | [10]                        |    |   |            |                                |                       |                                           |            |   |     |        |        |        |        |        |  |
|  |             | Q Gleason J Rompies         | Q Gleason J Rompies         | Q Gleason J Rompies      | w/o         |  |  | Q Gleason J Rompies         | Q Gleason J Rompies         | 3                        | 6                           | [6]                         |    |   |            |                                |                       |                                           |            |   |     |        |        |        |        |        |  |
|  | 2           | J Teichmann T Zidanšek      | J Teichmann T Zidanšek      | J Teichmann T Zidanšek   |             |  |  |                             |                             |                          |                             |                             |    |   |            |                                |                       |                                           |            |   |     |        |        |        |        |        |  |